# Hasseltia pubescens
Hasseltia pubescens, nombre común “hueso peludo” (Mahecha, E. 2004)
Es considerada una sinonimia de la especie Hasseltia floribunda.

## Descripción
Árbol que habita entre los 2000 y 2600 m s. n. m., alcanza los 15 m de altura y presenta tronco acanalado y retorcido.
Las hojas son simples, alternas, helicoidales, con glándulas en la base y trinervadas. El margen es suavemente aserrado y presenta estípulas libres.
Las flores están dispuestas en umbelas terminales y son de color blanco. Los frutos son bayas que tiene de 1 a 3 semillas.  (Mahecha, E. 2004)

## Usos
Sus frutos sirven como alimento para el humano y para los animales silvestres.
Es una especie dendroenergética (leña y carbón). (Mahecha, E. 2004)